# Gegu
Gegu (kinesiska: 葛沽, 葛沽镇) är en köping i Kina.. Den ligger i storstadsområdet Tianjin, i den norra delen av landet, omkring 30 kilometer sydost om stadens centrum. Antalet invånare är 69 023. Befolkningen består av 30 046 kvinnor och 38 977 män. Barn under 15 år utgör 12,0 %, vuxna 15-64 år 81 %, och äldre över 65 år 6,0 %.